# Ительменская литература
Ительменская литература — литература малочисленной камчатской народности ительменов. 
Во времена Российской империи ительмены (камчадалы) были неграмотны, развивались фольклорные жанры. В конце XIX века начинается изучение, собирание и обработка этнографического материала народов Севера и Дальнего Востока силами ссыльных российских революционеров, впоследствии учёных: Владимира Тана-Богораза, Владимира Иохельсона. В советский период большой вклад в развитие ительменского языкознания внесла Елизавета Орлова.
Первый профессиональный писатель-ительмен — Георгий Поротов (1929—1985). Другой писатель и собиратель ительменского фольклора, в равной степени поэт и прозаик Нэля Суздалова. C 1960-х годов началось творчество Татьяны Гуторовой (1930—2003) — знатока и собирателя ительменского и корякского фольклора.
В современный период известны работы Клавдии Халоймовой.